# Moacir Rodrigues dos Santos
Moacir Rodrigues dos Santos (* 21. März 1970 in São Paulo; † 20. Juli 2024 in Belo Horizonte) war ein brasilianischer Fußballspieler.

## Karriere
Der 1,85 Meter große Mittelfeldspieler begann seine Karriere 1988, als er für vier Jahre einen Vertrag bei Atlético Mineiro unterschrieb. In seiner ersten Saison kam er in elf für ihn torlosen Ligaspielen zum Einsatz. In der folgenden Spielzeit absolvierte der Mittelfeldspieler 14 Ligaspiele. Erst in der Saison 1990 erzielte er sein erstes Ligaspieltor für Mineiro, zehn Spiele bestritt er insgesamt. Im nächsten Jahr absolvierte Moacir 17 Ligaspiele und konnte drei Mal ins Tor treffen. In seiner letzten Saison bestritt er zwölf Ligaspiele und schoss dabei ein Tor. In fünf Jahren brachte Moacir es auf 64 Ligaeinsätze und fünf Tore.
1993 wechselte er zu den Corinthians São Paulo, wo er jedoch nur für eine Spielzeit unter Vertrag stand. Zur Saison 1993/94 unterzeichnete er einen Vertrag beim spanischen Traditionsklub Atlético Madrid, bei welchem er elf Ligaspiele absolvierte und einen Treffer erzielte. Nach dem Saisonende kehrte er wieder zu den Corinthians zurück, doch schon zur Saison 1994/95 war Moacir wieder in Spanien tätig, dieses Mal für den FC Sevilla. In seiner Debütsaison bei den „Rojiblancos“ kam er in 17 Ligaspielen zum Einsatz, ein Tor erzielte er dabei. Auch in der Spielzeit 1995/96 traf Moacir einmal für Sevilla, dieses Mal brachte er es allerdings nur auf 13 Ligaspieleinsätze. 1996 zog es ihn wieder in sein Heimatland und auch zurück zu seiner ersten Profistation Atlético Mineiro. In dieser Spielzeit absolvierte er 16 Ligaspiele und schoss drei Tore. Doch nur eine Saison später wechselte Moacir nach Portuguesa, wo er 21 Spiele ohne Torerfolg vorzuweisen hatte. 1998 hatte er ein kurzes Gastspiel beim japanischen Verein Tokyo Verdy.
Von 1999 bis 2002 stand er noch beim Ituano FC unter Vertrag und nach der Spielzeit 2003, während der er im Aufgebot des Uberaba SC stand, beendete Moacir seine aktive Karriere.
Für die brasilianische Fußballnationalmannschaft bestritt er in den Jahren 1990 sowie 1991 insgesamt sechs A-Länderspiele. Er debütierte am 12. September 1990 gegen Spanien und bestritt sein letztes Länderspiel am 9. November 1991 bei der 0:1-Niederlage gegen Wales. Am 7. April 1991 erzielte Moacir gegen Rumänien (1:0) sein einziges Länderspieltor.
Am 20. Juli 2024 erlag er einer Krebserkrankung. Moacir Rodrigues dos Santos wurde 54 Jahre alt.